# الذراع (أسلم)

تعديل مصدري - تعديل

الذراع هي إحدى قرى عزلة أسلم الشام بمديرية أسلم التابعة لمحافظة حجة، بلغ تعداد سكانها 21 نسمة حسب تعداد اليمن لعام 2004.